# Leykaul
Leykaul est un hameau de quelques habitants se situant dans la commune de Butgenbach en communauté germanophone de Belgique.